# Pseudophyllodromia laticaput
Pseudophyllodromia laticaput är en kackerlacksart som först beskrevs av Brunner von Wattenwyl 1898.  Pseudophyllodromia laticaput ingår i släktet Pseudophyllodromia och familjen småkackerlackor. Inga underarter finns listade i Catalogue of Life.